# Giovanni De Agostini
Pour les articles homonymes, voir Agostini.
Giovanni De Agostini (Pollone, 23 août 1863 -  Milan, 21 novembre 1941) est un géographe, un cartographe et un éditeur italien.
Il est un des premiers à introduire en Italie la technique cartographique et à signer d'importantes œuvres géographico-scientifiques dès la fin du XIXe siècle.

## Biographie
Fils de Lorenzo et Caterina Antoniotti, il partage avec son frère cadet - Alberto Maria, missionnaire  et explorateur  - la même passion de la géographie.
Étudiant à l'Université de Turin, il obtient son diplôme en lettre et philosophie (it) en 1888 à Pavie. Peu de temps après, il voyage en Allemagne pour perfectionner ses connaissances en géographie, d'abord à Berlin, puis à Gotha dans la maison d'édition Justus Perthes où il se familiarise avec les techniques  cartographiques, science dont les Allemands, alors, excellent.
En 1882, de retour en Italie, il fréquente l'Istituto di Studi Superiori de Florence et suit l'enseignement de Giovanni Marinelli (géographe) (it) qui l'initie à l'enquête de terrain et à la limnologie, discipline dans laquelle Da Agostini mena ses premières recherches collaborant avec le propre fils de Marinelli, Olinto.
De 1893 et 1895, il effectue une importante étude cartographique sur le réseau hydrographique des lacs italiens dont les conclusions sont relatées dans diverses revues scientifiques parmi lesquelles Studii idrografici nella valle della Turrite Secca nelle Alpi Apuana, publiée en 1894, dans la Rivista Geografica Italiana  écrite en collaboration avec Olinto Marinelli (it), puis un essai sur le lac d'Orta, en 1897 publié par la Reale Accademia delle Scienze.
Dans le but de vulgariser la géographie et la cartographie auprès du grand public, il se lance en 1900 dans l'édition, et crée à Côme l'Istituto cartografico di Como bientôt remplacé par Istituto Geografico G. De Agostini fondé à Rome en 1901. 
Outre la publication de nombreuses cartes et atlas, et après la parution, en 1907, d'un atlas des lacs italiens comportant soixante des principaux lacs italiens représentés à l'échelle 1:50.000, il obtient la  reconnaissance de ses pairs et devient  membre honoraire de la Società Geografica Italianaen 1915.

## Sources
- (it) Notice biographique DISC - Université de Bergame